# Жука (португальский футболист)
Жу́лиу Серна́даш Пере́йра (порт. Júlio Cernadas Pereira; 13 января 1929, Лоуренсу-Маркиш — 11 октября 2007, Лиссабон), более известен под именем Жу́ка (порт. Juca) — португальский футболист, защитник, тренер.

## Карьера
Жука родился 13 января 1929 года в Лоуренсу Маркиш, Португальской Восточной Африки. В своём родном городе он и начал карьеру, играя в молодёжном составе клуба «Спортинг», являющегося дочерним клубом другого «Спортинга», лиссабонского. В возрасте 13-ти лет Жука ушёл из футбола, у него открылась страсть к другому виду спорта — баскетболу, но через 3 года Жуке наскучил баскетбол, и он вернулся в «Спортинг». Первоначально Жука играл на позиции вратаря, но затем тренер, в одной из игр видя, что команде не достаёт защитников, поставил его в центр обороны, где Жука уже играл до конца своей карьеры.
В 1949 году Жуке предложили перейти в лиссабонский «Спортинг», он был вынужден бросить всё в Маркише, включая стажировку в банке Насьонал Ултрамарино. Жука прибыл в Лиссабон 10 сентября 1949 года, его встречал Роче до Конде де Обидуш Жорже Виэйра, один из символов того «Спортинга». Первую игру Жука провёл против команды «Луситано де Вила Реал». Вскоре с клубом простился один из лидеров «Спортинга» защитник Пейрот, Жука воспользовался шансом и стал твёрдым игроком основы клуба, быстро затмив Пейрота. Жука выступал за «Спортинг» на протяжении 9 лет, выиграв с командой 5 чемпионатов Португалии и один кубок Португалии. Играл Жука и в первом турнире Кубка Европейских чемпионов. 11 ноября 1952 года Жука дебютировал в сборной Португалии в матче с национальной командой Австрии, а всего провёл 6 матчей (последний — 6 сентября 1956 года со сборной Венгрии). В возрасте 32 лет Жука был вынужден завершить карьеру из-за травмы.
После окончания карьеры Жука начал работать в молодёжной команде «Спортинга», но быстро поднялся по карьерной лестнице 1961 году возглавил клуб, сменив своего наставника Отто Глорию, в первый же сезон под руководством Жуки «Спортинг» выиграл чемпионат, но следующий сезон принёс клубу лишь разочарование и он покинул команду, вернувшись на сезон в 1964-м, а затем работая помощником Глории в 1966-м. В 1967 году Глория возглавил сборную и пригласил Жуку на роль своего помощника, но сам Глория долго не проработал в команде. В 1975 году Жука вновь возглавил «Спортинг», но был уволен по окончании сезона.
В 1977 году Жука был назначен главным тренером сборной Португалии, команда, почти лишившаяся шансов на попадание на чемпионат мира 1978, довольно вяло провела оставшиеся игры, включая проигрыш сборной Польши 0:2 в домашней игре. В 1980 году Жука вновь возглавил португальскую дружину, чтобы вывести её на чемпионат Европы в Испанию, но два поражения от шведов (0:3 и 1:2), а также разгром от слабенькой сборной Израиля (1:4), доказали бесполезность португальских притязаний. Последний раз Жука возглавил сборную в 1989 году и вновь неудачно, но Жука стал единственным тренером, который руководил португальской сборной на протяжении 40 игр.

## Достижения

### Как игрока
- Чемпион Португалии: 1951, 1952, 1953, 1954, 1958
- Обладатель Кубка Португалии: 1954
- Бронзовый призёр Латинского кубка: 1953

### Как тренера
- Чемпион Португалии: 1962
- Обладатель кубка Португалии: 1963

## Статистика сборной под руководством Жуки
| Игры | Победы | Ничьи | Поражения | Забито | Пропущено |
| ---- | ------ | ----- | --------- | ------ | --------- |
| 40   | 17     | 9     | 14        | 53     | 51        |